# Proložac
Proložac (italsky Prolosaz) je opčina v Chorvatsku ve Splitsko-dalmatské župě. Nachází se asi 5 km severozápadně od Imotski. V roce 2011 v opčině žilo 3 802 obyvatel. Správním střediskem opčiny je vesnice Donji Proložac.
Opčina zahrnuje celkem 5 samostatných vesnic:
- Donji Proložac – 1 511 obyvatel
- Gornji Proložac – 346 obyvatel
- Postranje – 1 390 obyvatel
- Ričice – 231 obyvatel
- Šumet – 324 obyvatel

V opčině se nachází Zeleno jezero na řece Ričině, známý je též vodopád Mala mostina, který se na řece taktéž nachází. Západně od vesnice Postranje se nachází Prološko jezero, které je součástí chráněného přírodního území Prološko blato.